# Loulie Jean Norman
Loulie Jean Norman (* 12. März 1913 in Birmingham, Alabama; † 2. August 2005 in Los Angeles, Kalifornien) war eine US-amerikanische Sopranistin und Sängerin der ursprünglichen Star-Trek-Titelmelodie.

## Leben
Loulie Jean Norman wurde 1913 in Alabama als eines der fünf Kinder von Rebecca und Edward Norman geboren. Sie hatte drei Brüder, Cham, Rea und James, sowie eine Schwester, Rosalind, welche alle bereits verstorben sind.
Norman startete ihre Karriere in New York als Radiosängerin bzw. Radiomoderatorin mit einer eigenen Sendung und als Model. Sie hatte die Möglichkeit, Opernsängerin zu werden, aber verschob ihre Pläne wegen der Hochzeit mit dem Piloten Norman Henry Price, einem bekannten US-amerikanischen Weltkriegshelden. Sie zogen nach Panama City in Florida, wo Price als Fluglehrer von Clark Gable arbeitete; es entwickelte sich daraus eine lebenslange Freundschaft.
Das Ehepaar Norman-Price zog später nach Los Angeles. In Kalifornien wurden die vier Kinder Patricia, Pamela, Priscilla und Norman Jr. geboren. In LA startete sie auch ihre Karriere als sehr erfolgreiche Studiosängerin und arbeitete u. a. mit Frank Sinatra, Spike Jones, Elvis Presley, Henry Mancini, Ray Charles, Dean Martin und Bing Crosby zusammen.
Sie hat Diahann Carroll als Clara in der Filmversion Porgy and Bess im Lied Summertime nachsynchronisiert. Norman war auch die Stimme für Tolkins The Lion Sleeps Tonight. Norman hat insbesondere mit dem Komponisten Gordon Jenkins (1910–1984) zusammengearbeitet und mehrere Alben veröffentlicht.
„Weltberühmt“ wurde sie als Originalstimme der ursprünglichen Star-Trek-Titelmelodie, das von Alexander Courage komponiert und von Gene Roddenberry geschrieben wurde.
Sie starb im 93. Lebensjahr im Beisein ihrer Kinder, Enkel und Ur-Enkel an Altersschwäche.